# Le Cri de la mouche
Le Cri de la mouche est un groupe de rock français, originaire de Paris. Il est actif de la fin des années 1980 au milieu des années 1990.

## Biographie
Le Cri de la mouche est formé en 1987 par Camille Bazbaz, Alexandre Azaria et Thomas Kuhn, fondateur du groupe Tomawak. La formation est également marquée par la présence de Kris Sanchez à la guitare durant la dernière année du groupe. 
Le 15 juin 1996, Thomas Kuhn sort de l'Erotika, une boîte de nuit du 18e où le groupe joue régulièrement. Selon un photographe présent sur les lieux, le chanteur est décédé accidentellement en tombant du toit.
20 ans plus tard, Christopher Thompson (petit-fils de Gérard Oury) s'inspirera fortement du groupe pour réaliser son film Bus Palladium.

## Membres
- Alexandre Azaria — guitare (1987—1992)
- Kris Sanchez — guitare (1992—1996)
- Thomas Kuhn — chant, guitare
- Serge Landau — basse
- Norbert Monod — batterie
- Camille Bazbaz — claviers

## Discographie

### Albums studio
- 1989 : Le Cri de la mouche (Tréma)
- 1991 : Insomnies (Fnac Music)

### Singles et EP
- 1987 : Plus fort que le vent (SP)
- 1991 : La Mouche (Fnac Music) (EP)